# Sergio Crevatin
Sergio Crevatin (n. 28 de mayo de 1980) es un exjugador argentino de balonmano. Se retiró en el S.A.G. Lomas Handball, comenzando su carrera como entrenador aquí y actualmente es entrenador de la categoría cadetes y juveniles(la mejor categoría del club) en la cual entrena a Juan “tata” Lema.también se destaca que compitió para el equipo nacional de Argentina en el Campeonato Mundial de Balonmano Masculino de 2015 y los Juegos Olímpicos de Río 2016.